# 田中慎弥
田中 慎弥（たなか しんや、1972年〈昭和47年〉11月29日 - ）は、日本の小説家。2005年に「冷たい水の羊」で第37回新潮新人賞を受賞後、いくつかの文学賞受賞を経て、2012年に「共喰い」で第146回芥川龍之介賞を受賞。

## 来歴

### 生い立ち
山口県下関市出身。4歳の頃、父親は休みの日に草野球をやっていて倒れて心不全で急死し、それからは母親と母方の祖父の3人で暮らす。家は母親が勤めていた会社の社宅で、母親の会社からの収入と、戦争に行っていた祖父の恩給・年金で生計を立てた。
中学生頃から、父親の遺した蔵書に親しみ、司馬遼太郎や松本清張の作品を愛読する。また、母親に買ってもらった文学全集も好んで読み、特に川端康成、谷崎潤一郎、三島由紀夫の作品を愛読した。
その後、山口県立下関中央工業高等学校に進学した。高等学校を卒業後、大学を受験するも不合格となる。それ以来、アルバイトも含め一切の職業を経験せずに過ごした。有り余る時間の中で本を読んで過ごし、特に『源氏物語』は原文を2回、現代語訳を3回の計5回にわたって通読した。

### 作家として
20歳の頃より小説を書き始め、執筆に10年をかけた「冷たい水の羊」で2005年（平成17年）、第37回新潮新人賞を受賞し、デビューを果たした（応募時のペンネームは田中厚）。2007年（平成19年）、「図書準備室」で第136回芥川龍之介賞候補となった。2008年（平成20年）にも「切れた鎖」で第138回芥川賞候補となった。
2008年（平成20年）、「蛹」により第34回川端康成文学賞を、当時としては史上最年少で受賞し、同年に同作品を収録した作品集『切れた鎖』で第21回三島由紀夫賞を受賞した。2009年（平成21年）「神様のいない日本シリーズ」で第140回芥川賞候補に、同年『犬と鴉』で第31回野間文芸新人賞候補に、2010年『実験』で第32回野間文芸新人賞候補に、2011年（平成23年）「第三紀層の魚」で第144回芥川賞候補になった。2012年（平成24年）、「共喰い」で第146回（平成23年/2011年下半期）芥川賞を受賞した。2019年（令和元年）、『ひよこ太陽』で第47回泉鏡花文学賞受賞。

## 人物
15年引きこもっていたことについて田中は「高校3年で進路を決めなければならない時に何となく働くのも嫌だから大学行っとこうかと思い、受験したが失敗してしまい行くところがなくなった。大学に受かっていれば大学に行った。引きこもってやろうと思って引きこもったのではない。母親から『バイトぐらいしてみれば』と言われたが、そんなに自立を促された経験はない」と述べている。自主的に書き始めた最初は中学からつけていた日記である。
川端康成、谷崎潤一郎、三島由紀夫の作品を高く評価している。この3名の作品を初めて読んだ際の衝撃について、田中は「開眼させられました」 と表現している。現在でも、田中は自分にとっての「特別な存在」 として、川端、谷崎、三島の3名の名を挙げている。
自身の作風については、2012年の阿川佐和子との対談 において、「テーマがあり、それに小説がぶら下がっているのではなく、ただ小説がそこにある」「自分で一行一行生み出すのではなく、どこかに次の一行があるはずだから探そう、という心境（で書いている）」と語っている。
パソコンや携帯電話を持たず（プリペイド式携帯電話を持たされたことがあったが「自分には合わない」とのこと）、執筆の際には無地の紙に2Bの鉛筆で何度も推敲しながら書くという「昭和の文豪」的スタイルで執筆を行っている。
2025年6月12日公開のYouTube「ReHacQ」に出演し、高橋弘樹と、新刊『孤独に生きよ 逃げるが勝ちの思考』のテーマである孤独論について対談をしている。
2025年7月19日公開のYouTube「街録ch〜あなたの人生教えて下さい〜」に出演し、生い立ちから現在までを約50分間語った。父が遺した蔵書に少年時代に夢中になった逸話や、かつての母との共依存関係などが語られた。また、今後の展望や最新作に込めた思いについても穏やかに語っている。

## 発言
2007年（平成19年）に初めて芥川龍之介賞候補となり、その後も複数回にわたって候補となったが受賞にいたらず、2012年（平成24年）に受賞した。
受賞会見時の言動（特に発言内容）については賛否両論ある。受賞時の記者会見では、何度もアカデミー賞にノミネートされながらなかなか受賞できなかったシャーリー・マクレーンになぞらえて「シャーリー・マクレーンが『私がもらって当然だと思う』と言ったそうですが、だいたいそんな感じ」と心境を語った。また、賞をもらったことについて「断ったりして気の弱い委員の方が倒れたりしたら、都政が混乱するので。都知事閣下と東京都民各位のために、もらっといてやる」などと選考委員の一人であった石原慎太郎を挑発するような発言を行い、さらに「とっとと終わりましょう」と記者会見を早く終わらせようと促した。こうした田中の様子はマスコミの注目を集め、朝日新聞は「不機嫌な様子で何度も首をひねりながら、冗談とも本気ともつかない『田中節』を展開」と評し、毎日新聞は「緊張のあまりか、椅子に身を沈め、不機嫌そうな様子」と伝えた。
その後、文藝春秋からのインタビューに対して、田中は「ふだん考えていることを言っただけなのですが、予想以上に騒がれてしまって。正直戸惑いました」と述懐したうえで「関係ないことで騒がれてしまって、（同時に芥川賞・直木賞を受賞し、同じ席で記者会見を開いた）円城塔さんと葉室麟さんには申し訳ないと思っています。他の人に対してはさして申し訳ないと思いませんが」と述べている。
これについて、コラムニストの小田嶋隆は田中の発言について、石原が知事定例会見で発した「苦労して（芥川賞候補作を）読んでますけど、バカみたいな作品ばっかりだよ」との発言が根底にあるのではないかと推察している。その一方で田中は、「石原さんが事前に候補作について言っていたことは知らなかった」としており、石原の選評に影響を受けたわけではなく、あくまで日常的に考えていたことを発言しただけだとしている。なお、石原は芥川龍之介賞の選評において、田中の作品をお化け屋敷に喩えて「次から次安手でえげつない出し物が続く作品」 と評している。しかし、それと同時に石原は、他の候補作と比較して「読み物としては一番読みやすかった」とも述べており、「田中氏の資質は長編にまとめた方が重みがますと思われる」と指摘している。
また、芥川龍之介賞の受賞に際して、田中が発表したコメントは「全選考委員に心から感謝します、本当に。」 との一文で締め括られている。

## 受賞歴
- 2005年（平成17年） - 第37回新潮新人賞（「冷たい水の羊」）
- 2008年（平成20年） - 第34回川端康成文学賞（「蛹」）
- 2008年（平成20年） - 第21回三島由紀夫賞（『切れた鎖』）
- 2012年（平成24年） - 第146回芥川龍之介賞（「共喰い」）
- 2019年（令和元年） - 第47回泉鏡花文学賞（『ひよこ太陽』）

## 作品一覧

### 小説
- 『図書準備室』（2007年1月 新潮社 / 2012年4月 新潮文庫）
  - 図書準備室（『新潮』2006年7月号）
  - 冷たい水の羊（『新潮』2005年11月号）
- 『切れた鎖』（2008年2月 新潮社 / 2010年8月 新潮文庫）
  - 不意の償い（『新潮』2007年4月号）
  - 蛹（『新潮』2007年8月号）
  - 切れた鎖（『新潮』2007年12月号）
- 『神様のいない日本シリーズ』（2008年11月 文藝春秋 / 2012年4月 文春文庫）
  - 初出:『文學界』2008年10月号
- 『犬と鴉』（2009年9月 講談社 / 2013年1月 講談社文庫）
  - 犬と鴉（『群像』2009年7月号）
  - 血脈（『群像』2006年5月号）
  - 聖書の煙草（『群像』2008年2月号）
- 『実験』（2010年5月 新潮社 / 2013年1月 新潮文庫）
  - 実験（『新潮』2009年12月号）
  - 汽笛（『國文學』2009年6月号臨時増刊）
  - 週末の葬儀（『新潮』2009年4月号）
- 『共喰い』（2012年1月 集英社 / 2013年1月 集英社文庫）
  - 共喰い（『すばる』2011年10月号）
  - 第三紀層の魚（『すばる』2010年12月号）
- 『田中慎弥の掌劇場』（2012年4月 毎日新聞出版 / 2015年4月 集英社文庫）
  - 掌編37篇収録（『毎日新聞西部本社版』2008年10月4日 - 2012年1月23日）
  - 水音（文庫版のみ収録 『すばる』2014年1月号）
- 『夜蜘蛛』（2012年10月 文藝春秋 / 2015年4月 文春文庫）
  - 初出:『文學界』2012年6月号
- 『燃える家』（2013年10月 講談社）
  - 初出:『群像』2010年11月号 - 2013年6月号
- 『宰相A』（2015年2月 新潮社 / 2017年11月 新潮文庫）
  - 初出:『新潮』2014年10月号
- 『炎と苗木 田中慎弥の掌劇場』（2016年5月 毎日新聞出版）
  - 掌編44篇収録（『毎日新聞西部本社版』2012年2月20日 - 2015年9月13日）
- 『美しい国への旅』（2017年1月 集英社）
  - 初出:『すばる』2016年7月号掲載「司令官の最期」から改題
- 『ひよこ太陽』（2019年5月 新潮社）
  - 雨（『新潮』2018年1月号）
  - 気絶と記憶（『新潮』2018年3月号）
  - 日曜日（『新潮』2018年5月号）
  - 風船（『新潮』2018年7月号）
  - ひよこ太陽（『新潮』2018年9月号）
  - 革命の夢（『新潮』2018年11月号）
  - 丸の内北口改札（『新潮』2019年1月号）
- 『地に這うものの記録』（2020年3月 文藝春秋）
  - 初出:『文學界』2017年11月号 - 2019年8月号
- 『完全犯罪の恋』（2020年10月 講談社 / 2022年11月 講談社文庫）
  - 初出:『群像』2020年4月号
- 『流れる島と海の怪物』（2023年6月 集英社）
  - 初出:『すばる』2021年5月号 - 2023年1月号
- 『死神』（2024年11月 朝日新聞出版）
  - 初出:『小説トリッパー』2022年春季号 - 2024年夏季号

### エッセイ
- 『これからもそうだ』（2012年4月 西日本新聞社）
- 『孤独論 逃げよ、生きよ』（2017年2月 徳間書店）
  - 『孤独に生きよ 逃げるが勝ちの思考 増補改訂版・孤独論』（2025年5月 徳間書店）

### 共著・アンソロジー

#### 小説
- 『文学2008』（2008年4月 講談社）日本文藝家協会によるアンソロジー
  - 「蛹」（『新潮』2007年8月号）
- 『コレクション戦争×文学 5 イマジネーションの戦争』（2011年9月 集英社 / 【再編文庫化】『セレクション戦争と文学 6 イマジネーションの戦争』2019年12月 集英社文庫）
  - 「犬と鴉」（『群像』2009年7月号）
- 『現代小説クロニクル 2005–2009』（2015年10月 講談社文芸文庫）
  - 「蛹」（『新潮』2007年8月号）
- 『文学2022』（2023年6月 講談社）
  - 「時計と船」（『新潮』2021年9月号）

#### エッセイ
- 『ベスト・エッセイ2015』（2015年6月 光村図書出版）
  - 「美しい銀座の私」 - 『銀座百点』2014年6月号
- 『おしゃべりな銀座』（2017年6月 扶桑社 / 2024年4月 文春文庫）
  - 「美しい銀座の私」 - 『銀座百点』2014年6月号
- 『ベスト・エッセイ2018』（2018年6月 光村図書出版）
  - 「パンツのゴム」（『青春と読書』2017年1月号）
- 『孤独のレッスン』（齋藤孝ほか 2023年4月 集英社インターナショナル）
- 『ベスト・エッセイ2023』（2023年6月 光村図書出版）
  - 「生き残った者として」（『すばる』2022年6月号）

## 未収録作品
- 死体（『新潮』2016年1月号）
- 手紙（『文學界』2021年2月号）
- 海風（野村佐紀子の写真集『海19672022下関東京』）
- 死の素人（『すばる』2025年7月号）
- チャーチルと母（『小説トリッパー』2025年夏季号）
- 鍵は消えずに（『文學界』2025年8月号）